# سيرغي أوردجونيكيدزه
كان سيرجو كونستانتينوفيتش أوردزونيكيدزه المولود في غريغول كونستانتين دي أوردزونيكيدزه (12 أكتوبر 1886 - 18 فبراير 1937) سياسيًا جورجيًا بلشفيًا وسوفيتيًا.
ولد أوردزونيكيدزه ونشأ في جورجيا، وانضم إلى البلاشفة في سن مبكرة، وسرعان ما ارتقى في صفوفه ليصبح شخصية مهمة. اعتقلته الشرطة الروسية وسجنته عدة مرات، وكان في المنفى في سيبيريا عندما بدأت ثورة فبراير عام 1917. وعاد أوردزونيكيدزه من المنفى، وشارك في ثورة أكتوبر التي جلبت البلاشفة إلى السلطة. خلال الحرب الأهلية اللاحقة، لعب دورًا نشطًا باعتباره زعيم البلاشفة في القوقاز، حيث أشرف على غزوات أذربيجان وأرمينيا وجورجيا. لقد دعم اتحادهم في جمهورية الاتحاد السوفياتي الاشتراكية عبر القوقاز (جمهورية ما وراء القوقاز السوفيتية الاشتراكية)، والتي ساعدت في تشكيل الاتحاد السوفيتي في عام 1922، وعمل كسكرتير أول لـ جمهورية ماوراء القوقاز السوفيتية الاشتراكية حتى عام 1926.
بعد ترقيته لقيادة مفتشية العمال والفلاحين (ربكرين)، انتقل أوردزونيكيدزه إلى موسكو وانضم إلى الدائرة الداخلية لكبار البلاشفة. كلف أوردزونيكيدزه بالإشراف على الإنتاج الاقتصادي السوفيتي، وقاد إصلاحًا شاملاً لربكرين والهيئات المرتبطة به، مشيرًا إلى أوجه القصور داخل مجلس السوفيات الأعلى للاقتصاد الوطني (فيسنكا). في عام 1930 تم نقله لقيادة فيسنكا أو Vesenkha ، والتي أعيد تشكيلها كمفوضية الشعب للصناعات الثقيلة (NKTP) في عام 1932. وأثناء وجوده هناك، أشرف أوردزونيكيدزه على تنفيذ الخطط الخمسية للتنمية الاقتصادية وساعد في إنشاء حركة حركة ستيكانوفايت لـ نموذج العمال السوفيت. في الوقت نفسه تم تعيينه في المكتب السياسي، الهيئة السياسية الرائدة في الاتحاد السوفيتي.
كان أوردزونيكيدزه مترددًا في المشاركة في الحملات ضد المخربين والمخربين المزعومين التي بدأت في أوائل الثلاثينيات، والتي تسببت في احتكاك بين جوزيف ستالين وبينه. إدراكًا للحاجة إلى وجود أشخاص ذوي خبرة في حقولهم، رفض أوردزونيكيدزه تطهير العمال الأكبر سنًا أو فصل نفسه عن الأفراد الذين يعتبرون مناهضين للبلشفية. وفقًا لبعض النظريات، تدهورت علاقته بستالين، وعشية اجتماع عام 1937 حيث كان من المتوقع أن يدين العمال، أطلق أوردزونيكيدزه النار على منزله، على الرغم من أن هذا كان محل خلاف. تم تكريمه بعد وفاته باعتباره زعيمًا بلشفيًا، وتم تسمية العديد من البلدات والمدن في جميع أنحاء الاتحاد السوفيتي باسمه.

## سيرة ذاتية

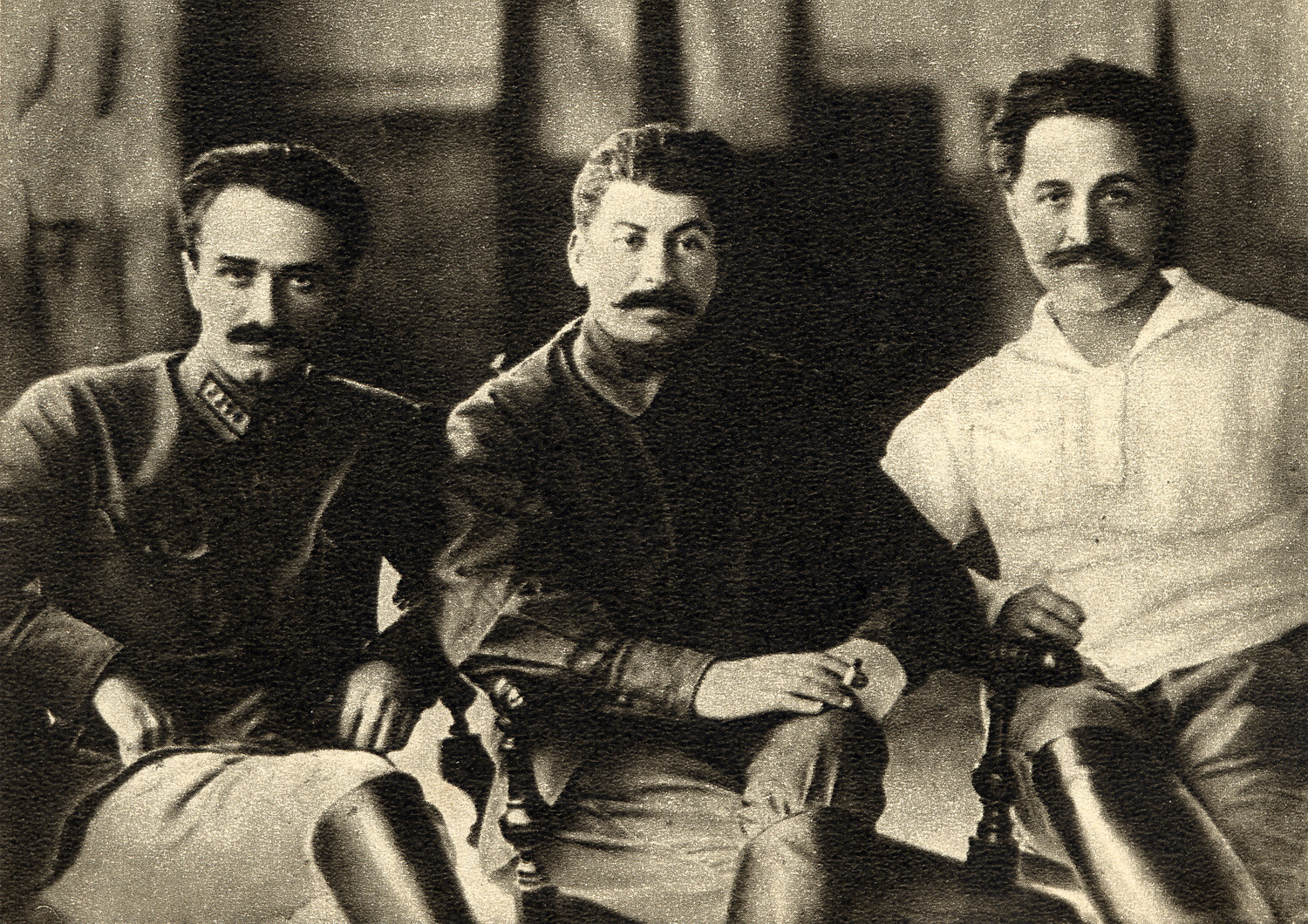
أوردزونيكيدزه وستالين وميكويان، 1925

ولد في غريغول دي أوردزونيكيدزه عام 1886 في قرية غوريشا في محافظة كوتايس التابعة للإمبراطورية الروسية (الآن في منطقة إيميريتي بجورجيا). سمي على اسم جده لأمه، وكان الابن الثاني لكونستانتين أوردزونيكيدزه ويوبراكسيا تافاراشفيلي؛ كان لديه أخ أكبر، بابوليا. كان والد أوردزونيكيدزه، كونستانتين، أحد أفراد عائلة نبيلة جورجية فقيرة، بينما كان يوبراكسيا فلاحًا. بعد ستة أسابيع من ولادة غريغول، توفيت والدته بسبب مرض. عمل قسطنطين في مزرعة العائلة لزراعة الذرة، لكن هذا لم يكن كافيًا للعيش. بدأ العمل في شياتورا، مجتمع التعدين، وقاد المنجنيز إلى زيستابوني، حيث تم تكريره.
غير قادر على رعاية ابنه، أرسل قسطنطين غريغول للعيش مع عمه وعمته، ديفيد وإيكا أوردزونيكيدزه، الذين عاشوا أيضًا في غوريشا. تزوج قسطنطين لاحقًا من ديسبين جامسيمليدزي وأنجب ثلاثة أطفال آخرين. نشأ جريجول في منزل ديفيد وإيكا، ولكن نظرًا لكونهما يعيشان بالقرب من والده، كان غريغول يزوره كثيرًا. توفي قسطنطين الأكبر عندما كان أوردزونيكيدزه في العاشرة من عمره، وتركه مع ديفيد وإيكا. أكمل دراسته وتلقى تدريبًا طبيًا ليصبح منظمًا وعمل لفترة وجيزة كمساعد طبي.

### البلشفية
انضم أوردزونيكيدزه إلى حزب العمل الاشتراكي الديمقراطي الروسي (حزب العمال الديمقراطي الاشتراكي الروسي) في عام 1903 عندما كان في السابعة عشرة من عمره وعمل معهم في مطبعة تحت الأرض لتوزيع منشورات للفصيل البلشفي للحزب. بحلول عام 1905 بدأت ثورة في روسيا، وأعطي مهام أكثر خطورة. اعتقل لأول مرة في ديسمبر 1905 لنقل الأسلحة وقضى عدة أشهر في السجن. بعد منحه الكفالة، هرب لفترة وجيزة إلى ألمانيا لتجنب المحاكمة، على الرغم من أنه سرعان ما عاد للعمل في باكو، حيث كان يعمل سابقًا. وهناك ساعد في تنظيم مسيرة عيد العمال لعام 1907 وتم اعتقاله مرة أخرى. وربما يكون قد تورط أيضًا في اغتيال الكاتب الجورجي البارز إيليا تشافتشافادزه في 12 سبتمبر 1907. سجن أوردزونيكيدزه للمرة الثالثة في أكتوبر 1907، وشارك في زنزانة مع زميله الثوري الجورجي، يوسيب جوغاشفيلي، الذي تبنى لاحقًا اسم جوزيف ستالين. أصبح الاثنان صديقين مقربين وقضيا وقتهما في لعب طاولة الزهر ومناقشة السياسة. بعد اعتقاله الرابع، في نوفمبر 1907 ، تم نفي أوردزونيكيدزه إلى سيبيريا، على الرغم من فراره بعد عدة أشهر وعاد للعمل في باكو. أعاد البلاشفة تكليفه ببلاد فارس للمساعدة في الحركة الثورية التي انطلقت هناك عام 1910. لم يتمكن البلاشفة من الحصول على الدعم الكافي في بلاد فارس وعاد أوردزونيكيدزه إلى باكو.
في عام 1911، سافر أوردزونيكيدزه إلى باريس حيث التقى فلاديمير لينين، زعيم البلاشفة. حضر دروسًا في مدرسة Longjumeau Party ، والتي تم إنشاؤها لتدريب البلاشفة، على الرغم من أنه غادر بعد فترة قصيرة بسبب الاقتتال الداخلي. تم إرساله إلى روسيا للمساعدة في التحضير للمؤتمر السادس حزب العمال الديمقراطي الاشتراكي الروسي، الذي عقد في براغ، النمسا-المجر في يناير 1912. في هذا الاجتماع، أكد البلاشفة، فصيل الأغلبية في حزب العمال الديمقراطي الاشتراكي الروسي، أنهم حزب متميز وأقاموا أنفسهم كحزب منفصل؛ بينما كانوا قد انفصلوا عن حزب العمال الديمقراطي الاشتراكي الروسي مرة أخرى في عام 1903 وتوقفوا عن العمل معه، ظلوا رسميًا جزءًا منه حتى مؤتمر براغ. انتخب أوردزونيكيدزه عضوا في اللجنة المركزية للحزب البلشفي، الهيئة القيادية للحزب، وأعيد إلى روسيا لإبلاغ البلاشفة الآخرين بنتائج المؤتمر. كما زار ستالين، المنفي في فولوغدا، وسافر الاثنان إلى القوقاز، ثم إلى سانت بطرسبرغ، حيث اعتقل أوردزونيكيدزه مرة أخرى في أبريل 1912. اعترفت السلطات بكونه ثوريًا، وحُكم على أوردزونيكيدزه بالسجن ثلاث سنوات في سجن قلعة شليسلبورغ. في أواخر عام 1915 حُكم عليه بالنفي الدائم في ياكوتسك في شرق سيبيريا. في سبتمبر 1916، أثناء نفيه في ياكوتسك، التقى أوردزونيكدزي بزوجته المستقبلية زينيدا. تزوجا عام 1917 وتبنا ابنة، إتري (مواليد 1923). في المنفى، أمضى أوردزونيكيدزه وقته في القراءة؛ كانت الكتب المفضلة لديه هي الكلاسيكيات الجورجية وكذلك الكتاب مثل جاك لندن، واللورد بايرون، وفيودور دوستويفسكي. كما كان مهتمًا بالإحصاءات المتعلقة بالاقتصاد الروسي، لا سيما التفاصيل المتعلقة بإنتاج الغذاء والزراعة، بالإضافة إلى أعمال كارل ماركس وفريدريك إنجلز. كان أوردزونيكيدزه لا يزال في ياكوتسك عندما وصلته أخبار ثورة فبراير عام 1917. عمل لفترة وجيزة مع (مجلس) ياكوتسك السوفييتي قبل مغادرته سريعًا إلى بتروغراد (كما تم تسمية سانت بطرسبرغ منذ عام 1914)، ووصل إلى هناك بنهاية مايو. بمجرد وصوله إلى المدينة، قام أوردزونيكيدزه بدور نشط في الثورة. أصبح عضوًا في لجنة بتروغراد البلشفية وكان كثيرًا ما يخاطب التجمعات ويزور المصانع الكبيرة لإجراء أعمال الحزب. وبذلك أصبح أوردزونيكيدزه مرتبطًا ارتباطًا وثيقًا بكل من لينين وستالين. عاد لفترة وجيزة إلى جورجيا في زيارة لكنه عاد إلى بتروغراد بحلول أكتوبر وكان هناك لثورة أكتوبر عندما استولى البلاشفة على السلطة.

## الحرب الأهلية الروسية

### شمال القوقاز
شهد اندلاع الحرب الأهلية الروسية في عام 1917 تعيين أوردزونيكيدزه كمفوض البلاشفة لأوكرانيا وجنوب روسيا وشمال القوقاز. في هذا الدور، رأى العمل في معركة تساريتسين والجبهة الغربية في أوكرانيا، لكنه كان أكثر نشاطًا في القوقاز. أرسل أوردزونيكيدزه وبلاشفة آخرون إلى فلاديكافكاز في شمال القوقاز في يوليو 1918، واضطروا إلى الفرار إلى الجبال في أغسطس حيث احتل القوزاق المدينة. أثناء وجوده في الاختباء قاد أوردزونيكيدزه محاولات لإقناع جنود القوزاق بالتخلي عن ضباطهم والانضمام إلى البلاشفة، لكنها لم تنجح. كما نظم أوردزونيكيدز اجتماعات مع السكان المحليين من الشيشان والإنجوش وحثهم على الانضمام، بحجة أن النظام السوفياتي كان مشابهًا للنظام الإسلامي الذي يفضله الشيشان. أثبت هذا نجاحه، وبمساعدة الإنغوش، أعاد البلاشفة غزو فلاديكافكاز في منتصف أغسطس.
بحلول أواخر عام 1918، سيطر أوردزونيكيدزه بشكل فعال على كل هيئة بلشفية داخل شمال القوقاز والمنطقة المحيطة بها: "شبه جزيرة القرم، ودون، وكوبان، وتريك، وداغستان أوبلاست، وستافروبول، والغوبرني البحر الأسود، وأسطول البحر الأسود"، كما أشار المؤرخ ستيفن بلانك، كانت تابعة له. اكتسب أوردزونيكيدزه سمعة بأنه زعيم وحشي وكان يأمر باعتقال أو إعدام العديد من المعارضين المرتبطين بالمنشفة أو الاشتراكيين الثوريين أو أي مجموعة أخرى تقاتل البلاشفة. للمساعدة في تنسيق السيطرة على المنطقة، أذنت اللجنة المركزية في بتروغراد بتشكيل مكتب القوقاز (كافبيورو) في 8 أبريل 1920. تم تكليفه بتأسيس الحكم البلشفي على القوقاز (كلا الشمال، الذي كان تحت سيطرة البلاشفة. وجنوب القوقاز)، ومساعدة الحركات الثورية الأخرى في المنطقة. تم تعيين أوردجونيكيدزه رئيسًا لـ كافبيورو، بينما تم تعيين سيرجي كيروف نائبًا للرئيس. كما حصل أوردزونيكيدزه على منصب في المجلس العسكري الثوري للجبهة القوقازية وعين رئيسًا للجنة الثورية لشمال القوقاز.

### جنوب القوقاز

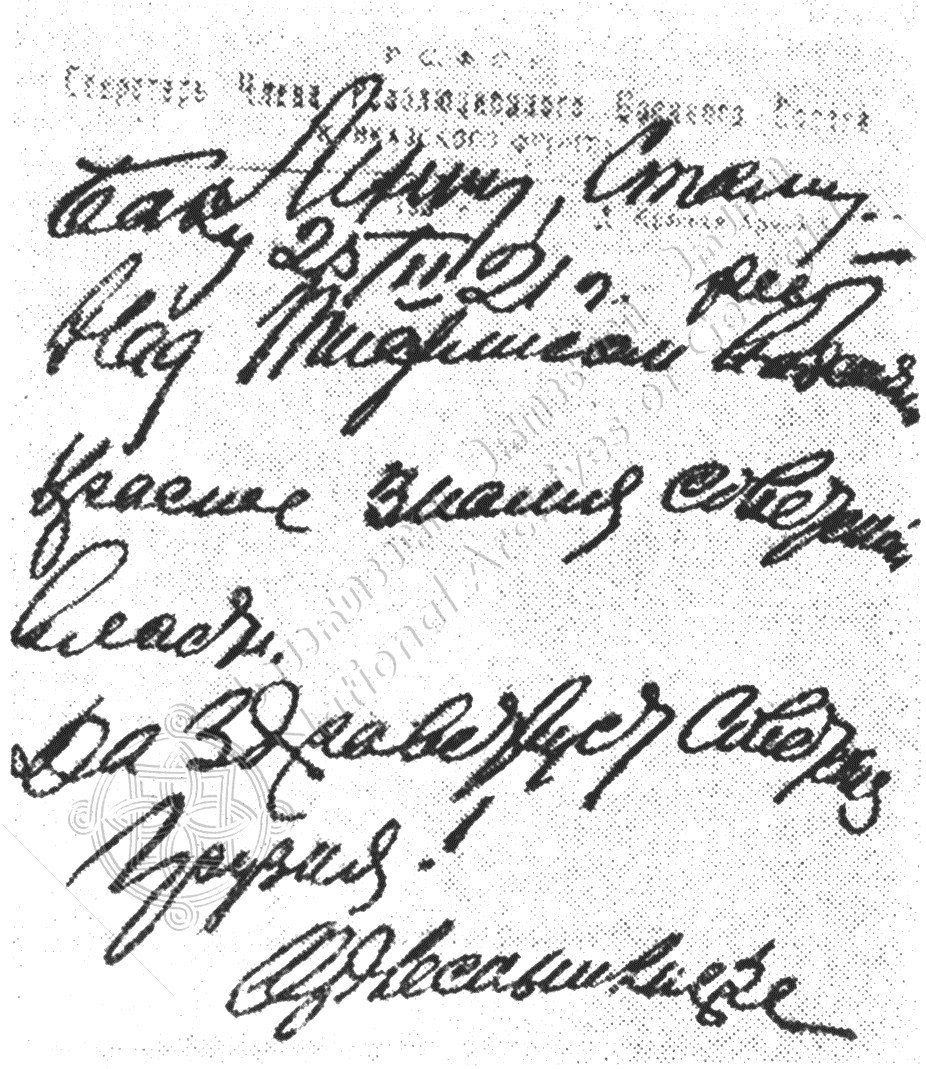
برقية أوردجونيكيدزه إلى لينين وستالين: «العلم الأحمر للسلطة السوفيتية يرفرف فوق تفليس ...» كان هذا علامة على توطيد السيطرة البلشفية في جنوب القوقاز.

في أعقاب الثورة الروسية عام 1917، انفصل جنوب القوقاز عن روسيا، وبحلول منتصف عام 1918 كانت تتألف من ثلاث دول مستقلة: أرمينيا وأذربيجان وجورجيا. كان النشاط البلشفي في المنطقة محدودا. فقط مدينة باكو كانت تحت سيطرة مجموعة صغيرة من الحلفاء المحليين في ذلك الوقت. مع وجود رواسب ضخمة من النفط في المنطقة حول باكو، كان من الأهمية بمكان للبلاشفة أن يسيطروا على المنطقة. بعد أن عزز أوردزونيكيدزه سيطرته في شمال القوقاز، أصدر لينين أمرًا له في 17 مارس 1920 للتحضير لغزو أذربيجان.
بحجة الانتفاضة البلشفية المحلية في أذربيجان، أمر أوردزونيكيدزه الجيش الحادي عشر بالغزو في 27 أبريل 1920 ؛ مع معظم الجيش الأذربيجاني يقاتل أرمينيا في ناغورنو كاراباخ، احتل البلاشفة باكو بحلول الساعة 23:00 من تلك الليلة. شجعت السهولة التي تم بها احتلال أذربيجان أوردزونيكيدزه، وبدأ في الاستعدادات لشن غزوات مماثلة لأرمينيا وجورجيا ودعم محاولة انقلاب فاشلة في جورجيا في 2–3 مايو. لم يتم منحه موافقة كل من لينين وستالين حتى 27 نوفمبر لإعداد الجيش الحادي عشر لغزو أرمينيا، وهو ما فعله في اليوم التالي. ضعفت بالفعل من النزاعات الإقليمية السابقة، ولم تتمكن أرمينيا من مقاومة أي مقاومة واستسلمت في 2 ديسمبر.كان هناك نقاش جاد بين القيادة البلشفية حول أفضل طريقة للتعامل مع جورجيا، الدولة المتبقية خارج سيطرتهم. بينما أراد أوردزونيكيدزه تكرار أفعاله السابقة والغزو، عارضه باقي أعضاء اللجنة المركزية، وفضل لينين بشكل خاص اتباع نهج أكثر سلمية. بحلول أوائل فبراير 1921، رضخ لينين إلى حد ما، ووافق على قيادة أوردزونيكيدزه للجيش الحادي عشر في جورجيا لدعم انتفاضة البلشفية المحلية. قلقًا بشأن الحصول على دعم الشعب الجورجي، أرسل لينين إلى أوردزونيكيدزه برقية تحدد سياسة يجب تنفيذها، والتي تضمنت السعي إلى حل وسط مع القيادة المناشفة. بدأ غزو جورجيا في 15 فبراير. خاض الجورجيون معركة قوية لكنهم لم يتمكنوا من إيقاف البلاشفة، وفي 25 فبراير احتلوا العاصمة تيفليس (الآن تبليسي). أرسل أوردزونيكيدزه برقية إلى لينين وستالين بها الأخبار، تفيد بأن «العلم البروليتاري يرفرف فوق تفليس!» لافتة للجمهورية الأذربيجانية الاشتراكية السوفياتية عام 1921.

### الشؤون الجورجية
بعد احتلال جنوب القوقاز، لعب أوردزونيكيدزه دورًا نشطًا في تأسيس السلطة البلشفية على المنطقة، وتطلبت جورجيا بشكل خاص عملًا كبيرًا بسبب المعارضة الشديدة للبلاشفة هناك. كرئيس لـ كافبيورو، كان أوردجونيكيدزه الزعيم الاسمي للبلاشفة في جورجيا ولكن كان عليه العمل مع القيادة المحلية، التي كانت منقسمة بين فيليب مخردزه وبودو مديفاني. نظرًا لسنوات خدمته كمنظم ومنظر، كان ماخارادزي يحظى باحترام كبير بين البلاشفة الجورجيين، في حين كان مديفاني من أشد المؤيدين للمشاعر القومية الجورجية، والتي لم تكن تحظى بشعبية كبيرة لدى البلاشفة المحليين. أدى ذلك إلى حدوث صدام بين أوردزونيكيدزه والبلاشفة الجورجيين، خاصة وأن أوردجونيكيدزه تجاهل نصيحة الجورجيين، الذين كانوا على دراية بالوضع داخل البلاد. كان أوردزونيكيدزه وستالين، وكلاهما من مواطني جورجيا، قلقين بشأن القومية التي أظهرها المناشفة الجورجيون المتبقون (غادر معظمهم في عام 1921)، والذين سُمح لهم في البداية بالعمل مع البلاشفة. لقد اعتبروا القومية الجورجية تهديدًا خطيرًا مثل الشوفينية الروسية الكبرى، حيث سيطر كلا المتغيرين على الأقليات العرقية داخل مناطقهم (جورجيا على الأبخاز والأوسيتيين، وروسيا على عدة مجموعات عرقية). لقد أرادوا جلب جورجيا إلى الاتحاد مع جمهورية روسيا السوفيتية في أقرب وقت ممكن للقضاء على أي نزعات قومية، لكن لينين كان أيضًا قلقًا بشأن التحرك بسرعة كبيرة: بدأت جورجيا المستقلة في الحصول على الدعم بين الدول الأوروبية، ومع الموقف الدولي الضعيف بالنسبة للبلاشفة، كان احتمال اندلاع انتفاضة أو حرب أهلية تهديدًا خطيرًا

## لجنة ربكرين والرقابة

سيرغي أوردزونيكيدزه (يمين) في المؤتمر الرابع عشر الحزب الشيوعي لعموم الاتحاد في عام 1925

في عام 1926، تم تعيين أوردزونيكيدزه رئيسًا للجنة المراقبة المركزية للحزب الشيوعي ومفتشية العمال والفلاحين (المعروفة باسمها المختصر رابكرين). على الرغم من تردده في البداية في تولي المناصب، لأنه يعني الانتقال إلى موسكو، فقد أجبر أوردزونيكيدزه على القيام بذلك من قبل ستالين، الذي أخبره إما بقبول المنصب أو أن يصبح السكرتير الأول لشمال القوقاز، والذي كان من الممكن أن يكون خفضًا في المكانة والهيبة. المؤرخ أوليغ في خليفنيوك تكهن بأن أوردزونيكيدزه لم يكن مهتمًا بالاستيلاء على ربكرين لأنه كان يعني ترك هدوء وظيفة منخفضة المستوى في القوقاز والانخراط بشكل وثيق في الدراما والسياسة على أعلى المستويات. كرئيس لـ ربكرين، حل أوردجونيكيدزه محل فاليريان كويبيشيف، الذي تولى رئاسة مجلس السوفيات الأعلى للاقتصاد الوطني (المعروف باسم فيسينخا، بعد اختصاره الروسي، VSNKh). في نفس الوقت الذي كان فيه هذا التعيين، تم تعيين أوردزونيكيدزه كعضو مرشح في المكتب السياسي، اللجنة التنفيذية للحزب الشيوعي ، على الرغم من أن منصبه كرئيس للجنة التحكم المركزية كان يجب أن يمنع ذلك ، حيث كان من المفترض أن يكون هناك فصل بين المكتبين
كان الغرض من مشروع ربكرين هو ضمان عمل الاقتصاد السوفييتي بشكل صحيح ، حيث أشرف على التخطيط والتنفيذ ، واعتبارات الميزانية ، والسياسات الإدارية. في عهد كويبيشيف، أصبح ربكرين غير فعال إلى حد ما وركز بشكل أساسي على النظرية الإدارية بدلاً من العمل الحازم ، ويرجع ذلك جزئيًا إلى تحسن الوضع الاقتصادي للاتحاد السوفيتي بحلول عام 1926. وفي البداية لم يكن أوردزونيكيدزه على دراية بهذا المجال ، وسرعان ما قام بتثقيف نفسه حول أفضل الوسائل استفادوا من ربكرين وأعادوا توجيه تركيزها نحو الصناعة ، وتحديداً الإشراف على أعمال فيسنخا. في خطاب ألقاه أمام مسؤولي ربكرين بعد فترة وجيزة من توليه منصبه ، صرح أوردزونيكيدزه أن لديهم مهمتين رئيسيتين: محاربة البيروقراطية في الدولة والجهاز الاقتصادي و «مراجعة مجمع نظام الدولة بأكمله». [بين عامي 1927 و 1930، أطلق ربكرين مئات التحقيقات في طريقة عمل الاقتصاد السوفييتي. أشارت المؤرخة شيلا فيتزباتريك إلى أنها نظرت خلال هذه الفترة في "صناعة النفط، والصناعات الكيماوية (مرتين)، والمعادن الثمينة، والبناء الرأسمالي في الصناعة، وإصلاح وإعادة تجهيز الصناعة ، والتخطيط في الصناعة ، وتسليم المعدات المستوردة ، والاستخدام من الخبراء الأجانب ، ومكتب تصميم الصناعة المعدنية ، والديزل، والفحم، والصلب، والمنسوجات، والتروستات الصناعية الرئيسية لـ فيسينخا، بالإضافة إلى صياغة هيكل إصلاح جذري للإدارة الصناعية ". سيتم تقديم التقارير إلى أعلى السلطات ، وكثيراً ما تضمنت المكتب السياسي واللجنة المركزية. وفي الطرف الآخر ، كان مديرو المصانع يبحثون عن أوردزونيكيدزه ، والذين كانوا يقدمون الشكاوى والالتماسات على أمل الحصول على المساعدة من ربكرين. أوردزونيكيدزه أعاد تنشيط ربكرين ؛ أصبحت أداة قوية داخل الاتحاد السوفيتي ، وبحلول نهاية العشرينيات من القرن الماضي كانت مركز صنع السياسة الصناعية للدولة ، واستولت على هذا الدور من فيسنكا. أصبح هذا الدور أكثر بروزًا خلال الخطة الخمسية الأولى ، وهي خطة التنمية الاقتصادية التي بدأت في عام 1929. وبينما تم تكليف فيسنخا بتنفيذ الأهداف العالية للخطة ، أشرف ربكرين على كل شيء وعمل على زيادة الإنتاج الصناعي مع الحفاظ على انخفاض التكاليف. تسبب هذا في حدوث احتكاك بين الهيئتين ، حيث اشتكى فيسنخا من عدم قدرتهما على التعامل مع مثل هذا التدخل ، وزاد الأمر سوءًا من خلال تحقيقات ربكرين مع محطمين مزعومين ومعادين للثورة. في عام 1930، حيث ألقى أوردزونيكيدزه خطابًا أوضح فيه إخفاقات كويبيشيف وفسنكا في الصناعة.

## وفاته

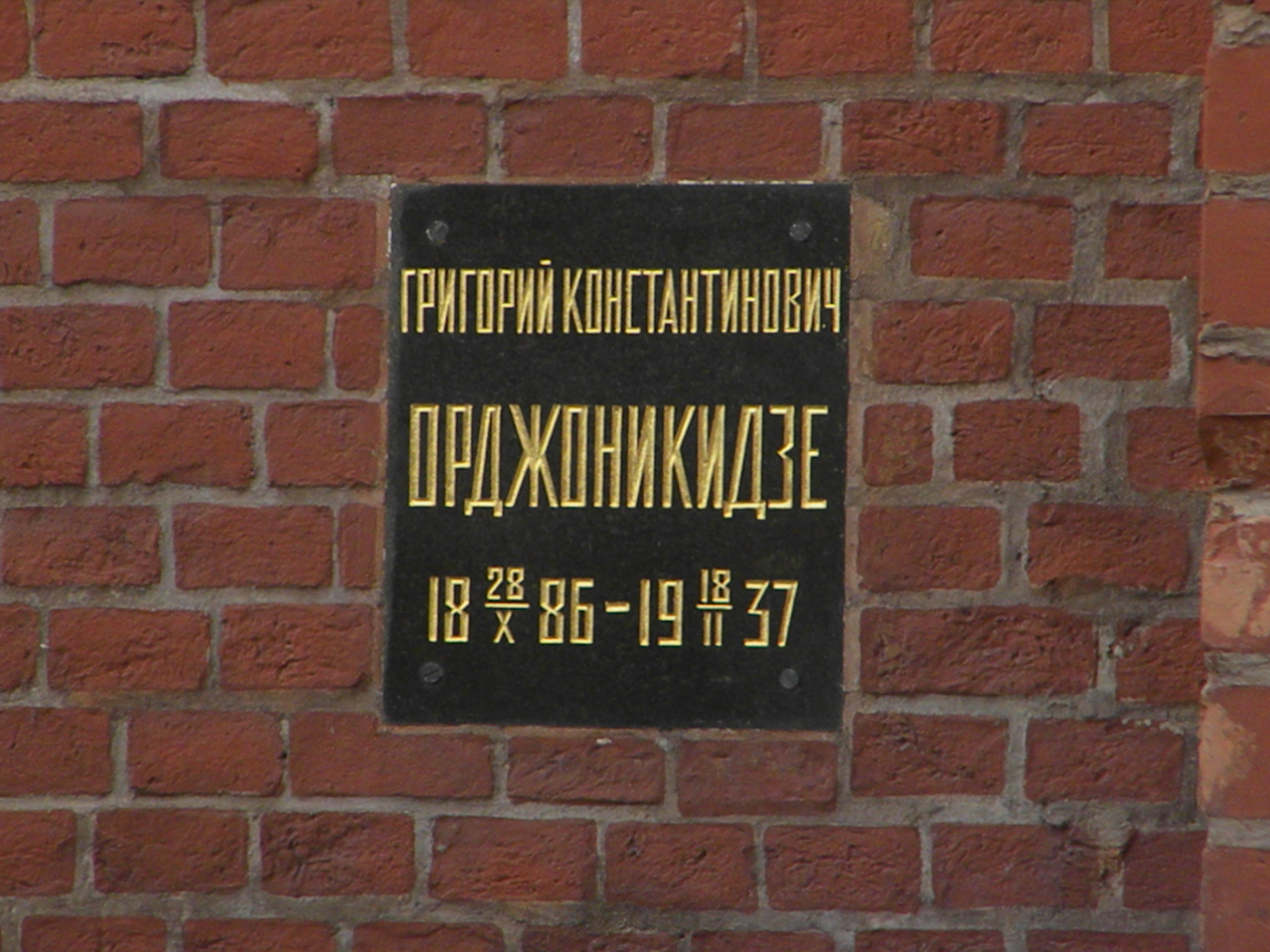
لوحة تشير إلى دفن أوردزونيكيدزه في جدار الكرملين

خلال نهاية عام 1936 وحتى عام 1937، كانت هناك جهود أخرى لإزالة ما يسمى بالحطام والمخربين. لم يكن أوردزونيكيدزه الآن قادرًا على حماية هؤلاء من ناركومتياجبروم ، والذي كان مستهدفًا بشدة في هذا الوقت. كان من المتوقع أن يعالج التخريب والتخريب داخل ناركومتياجبروم في الجلسة الكاملة للجنة المركزية التي كان من المقرر أن تبدأ في 20 فبراير 1937. في 17 فبراير تحدث أوردزونيكيدزه إلى ستالين بشكل خاص عبر الهاتف. ثم غادر أوردزونيكيدزه متوجهًا إلى الكرملين لرؤية فياتشيسلاف مولوتوف وحضور اجتماع المكتب السياسي لاحقًا. في الاجتماع ، كرر مرة أخرى اعتقاده بأن تهم التخريب داخل مفوضيته مبالغ فيها ، وأمره ستالين بالمغادرة بعد الإدلاء بهذه الملاحظات ؛ على الرغم من إجبار أوردزونوكيدزه على المغادرة ، أشار خليفنيوك إلى أن الاجتماع لم يكن غير عادي في مناقشته. بعد مغادرة أوردزونيكيدزه ، زار لازار كاجانوفيتش وألكسندر بوسكريبيشيف ، وعاد إلى المنزل في تلك الليلة بحلول الساعة 19:00، على الرغم من أنه غادر إلى مكتب المفوضية في الساعة 21:30. التقى بنائبه هناك وعاد إلى المنزل مرة أخرى بحلول الساعة 00:20، وفقًا لجدول زمني روتيني.تفاصيل الساعات القليلة الماضية من حياة أوردزونيكيدزه غير واضحة. ما هو معروف هو أنه عند وصوله إلى المنزل اكتشف أن المفوضية الشعبية للشؤون الداخلية قد فتشت منزله ، لذلك اتصل بستالين ليشتكي من هذا التطفل. تحدث الاثنان بغضب ، حيث قاما بالتبديل بين الروسية والجورجية ، وأوضح ستالين أن لديها القدرة على البحث عن سكن أي شخص ، حتى منزله. تمت دعوة أوردزونيكيدزه بعد ذلك لزيارة ستالين وقام بذلك لمدة 90 دقيقة. في اليوم التالي ، 18 فبراير ، مكث أوردزونيكيدزه في المنزل في الفراش معظم اليوم. في المساء ، سمعت زينايدا صوت طلق ناري من غرفة أوردزونيكيدزه ، فوجدته ميتًا ، على ما يبدو من طلق ناري من صنع نفسها.
وصل ستالين وقادة آخرون بسرعة إلى شقة أوردزونيكيدزه ، حيث تقرر إعلان سبب الوفاة على أنه قصور في القلب. وصدرت نشرة رسمية في اليوم التالي. عرضت بالتفصيل تاريخ أوردزونيكيدز الصحي المضطرب ، واختتمت بالقول: في صباح يوم 18 فبراير، لم يقدم أوردزونيكيدزه أي شكوى بشأن صحته ، ولكن في الساعة 17:30، بينما كان يستريح بعد الظهر ، مرض فجأة وأصابه وتوفي بعدها بدقائق من شلل في القلب ". جاء إعلان وفاة أوردزونيكيدزه بمثابة مفاجأة للجمهور. نظرًا لكونه القوة الدافعة وراء تصنيع الاتحاد السوفيتي، فقد حظي بتقدير كبير. رقد جسده في مجلس النقابات في 19 فبراير ، وزار النصب التذكاري أكثر من 250.000 شخص. أقيمت الجنازة في 20 فبراير ، وتم لاحقًا حرق جثته ودفنها داخل جدار الكرملين.

### سبب وفاته
مباشرة بعد الإعلان عن وفاة أوردزونيكيدزه ، كان سبب الوفاة موضع خلاف. نشر المناشفة المنفيون فكرة أن ستالين كان السبب وراء الوفاة ، إما عن طريق الأمر مباشرة بوفاة أوردزونيكيدزه ، أو إجباره على قتل نفسه. كما أدت الاعتقالات الأخيرة لأرقام داخل المفوضية الشعبية للشؤون الداخلية إلى إثارة هذه الشائعات ، مما يشير إلى أن أوردجونيكيدزه سيكون مستهدفًا في المرة القادمة. أصر بعض البلاشفة القدامى على مقتله ، على الرغم من أن التفاصيل الواردة من زينة وآخرين دحضت أي تفسير معقول لارتكاب جريمة قتل. اقترح خليفنيوك أن أوردزونيكيدزه كان مترددًا في تحدي ستالين علانية فيما يتعلق بالتدمير في المفوضية الشعبية للشؤون الداخلية، وبدلاً من ذلك أراد فقط تغيير رأيه بشأن هذا الموضوع ، وأن حالات المخربين كانت مبالغًا فيها للغاية. حتى القيام بذلك سيكون له تأثير كبير على صحة أوردزونيكيدزه ، التي كانت بالفعل في حالة ضعف. كما أن انتحار العديد من البلاشفة الآخرين لأسباب سياسية في السابق قد أعطى مصداقية لفكرة أن أوردزونيكيدزه انتحر. لم تتم مناقشة تفاصيل وفاة أوردزونيكيدزه على نطاق واسع داخل الاتحاد السوفيتي حتى ألقى نيكيتا خروتشوف «خطابه السري» الذي ينتقد الستالينية في عام 1956، وقد ساعد هذا في إبقاء الشائعات حول القتل المستهدف حية. في الخطاب ، اقترح خروتشوف أن أوردزونيكيدزه أطلق النار على نفسه بسبب الضغط الناجم عن اضطهادات ستالين.

### ما بعد الكارثة
تم استهداف أسرة أوردزونيكيدزه في أعقاب وفاته. تم تعذيب بابوليا وإطلاق النار عليه في نهاية المطاف في نوفمبر 1937، بينما تم القبض على زوجته نينا وحكم عليها بالسجن عشر سنوات في 29 مارس 1938، وأعيد الحكم عليها بالإعدام في 14 يونيو. كما تم القبض على شقيقه الآخر ، قسطنطين ، وإرساله إلى الغولاغ قبل إعدامه مع ابن أخيه جورجي جفاخاريا ، بينما حُكم على زينايدا بالسجن عشر سنوات في المعسكرات. أُطلق سراح زينايدا عام 1956 وعاشت حياة هادئة نسبيًا بعد ذلك. نشرت مذكرات عن حياة أوردزونيكيدزه صدرت لأول مرة عام 1956، وتوفيت عام 1960

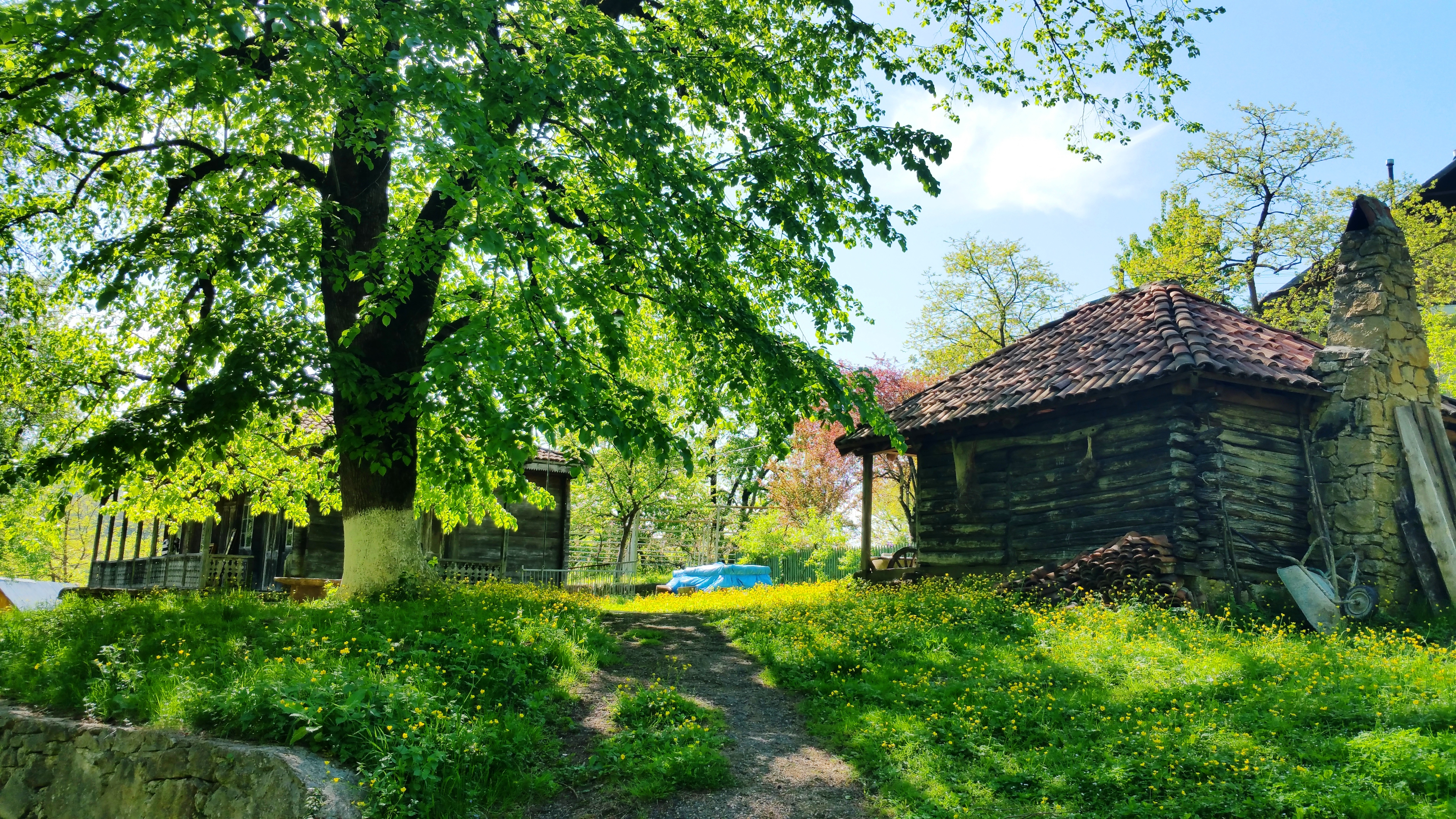
المنزل الذي ولد فيه أورجونيكيدزه في غوريشا ، جورجيا